# Liste der Biografien/Dif
Liste der Biografien |
Portal Biografien |
Personensuche
# |
A |
B |
C |
D |
E |
F |
G |
H |
I |
J |
K |
L |
M |
N |
O |
P |
Q |
R |
S |
T |
U |
V |
W |
X |
Y |
Z |
?
 
Da |
Db |
Dc |
Dd |
De |
Dg |
Dh |
Di |
Dj |
Dk |
Dl |
Dm |
Dn |
Do |
Dq |
Dr |
Ds |
Du |
Dv |
Dw |
Dy |
Dz
 
Dia |
Dib |
Dic |
Did |
Die |
Dif |
Dig |
Dih |
Dij |
Dik |
Dil |
Dim |
Din |
Dio |
Dip |
Diq |
Dir |
Dis |
Dit |
Diu |
Div |
Diw |
Dix |
Diy |
Diz
Die Liste der Biografien führt alle Personen auf, die in der deutschsprachigen Wikipedia einen Artikel haben. Dieses ist eine Teilliste mit 15 Einträgen von Personen, deren Namen mit den Buchstaben „Dif“ beginnt.

## Dif
- Dif, René (* 1967), dänischer Singer-Songwriter, Rapper, DJ und Schauspieler

### Dife
- Difenderfer, Robert Edward (1849–1923), US-amerikanischer Politiker

### Diff
- Diffené, Heinrich Christian (1804–1883), deutscher Politiker
- Diffené, Philipp (1833–1903), deutscher Kaufmann und Politiker (NLP), MdR
- Differdange, Jean-Luc (* 1951), belgischer Fotograf und Singer-Songwriter
- Diffie, Bailey Wallys (1902–1983), US-amerikanischer Historiker
- Diffie, Joe (1958–2020), US-amerikanischer Country-Sänger
- Diffie, Whitfield (* 1944), US-amerikanischer Mathematiker und Kryptologe
- Diffley, John (* 1958), US-amerikanischer Molekularbiologe
- Diffring, Anton (1916–1989), deutscher SchauspielerAnton Diffring (1916–1989)

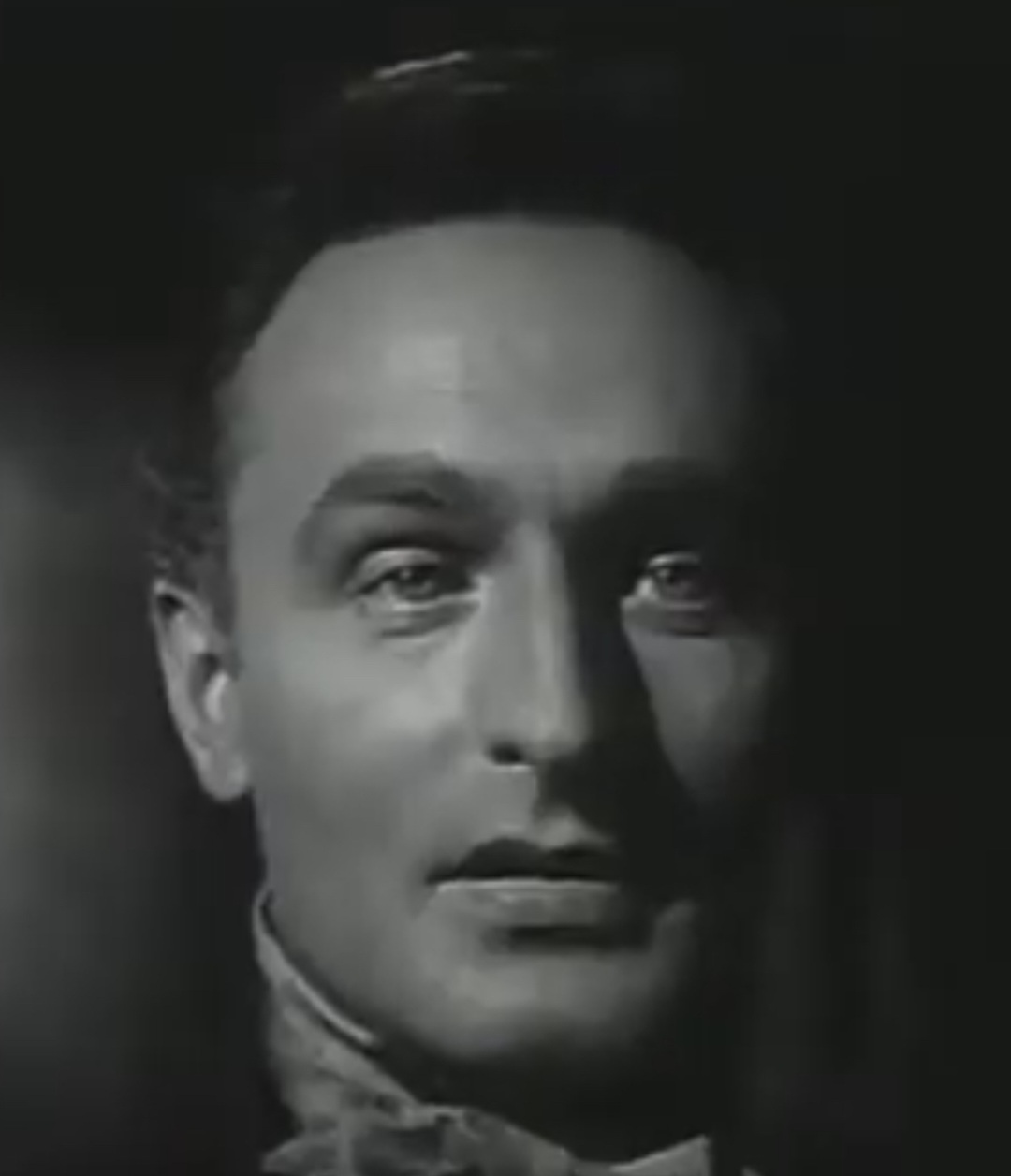
Anton Diffring (1916–1989)

- Diffring, Jacqueline (1920–2020), deutsch-britische Bildhauerin

### Difi
- Difiori, Pablo (* 1986), uruguayischer Fußballspieler

### Difr
- DiFrancesco, Donald (* 1944), US-amerikanischer Politiker
- DiFranco, Ani (* 1970), US-amerikanische Songwriterin, Gitarristin und Sängerin
- DiFronzo, John (1928–2018), US-amerikanischer Mobster